# زیاک-ایشمتوو
زیاک-ایشمتوو (انگلیسی: Zyak-Ishmetovo) یک شهرک در شهرستان کویورگازینسکی جمهوری باشقیرستان در کشور روسیه است.